# 31. pehotna divizija (Avstro-Ogrska)
31. pehotna divizija (izvirno nemško 31. Infanterie-Division oz. nemško 31. Infanterietruppendivision) je bila pehotna divizija avstro-ogrske kopenske vojske, ki je bila aktivna med prvo svetovno vojno.

## Organizacija
Maj 1914
- 61. pehotna brigada
- 62. pehotna brigada
- 10. poljskotopniški polk
- 12. poljskotopniški polk

## Poveljstvo
Poveljniki (Kommandanten)
- Nadvojvoda Jožef Avstrijski: avgust - september 1914
- Kasimir von Lütgendorf: oktober 1914 - marec 1916
- Joseph Lieb: marec 1916 - november 1918